# Голоухий саймири
Голоухий саймири (лат. Saimiri ustus) — вид приматов семейства цепкохвостых обезьян, обитающих в Южной Америке.

## Описание
Небольшие приматы. Вес самцов от 620 до 1200 г (в среднем 910 г), вес самок от 710 до 880 г (в среднем 795 г).

## Распространение
Представители вида встречаются в Бразилии и Боливии к югу от Амазонки. Предпочитают вторичные леса, часто селятся вдоль рек. Добывают пищу на нижних ярусах леса и в подлеске.

## Поведение
В рационе в основном фрукты и насекомые. Проводят 75-80 % времени в поисках пищи. Доля фруктов в рационе повышается во время влажного сезона. Образуют большие группы до 100 животных (обычно 20—75). Сезон размножения не превышает двух месяцев в году. В помёте обычно один детёныш, который рождается в конце сухого сезона.

## Статус популяции
Международный союз охраны природы присвоил виду охранный статус «Близок к уязвимому», поскольку, по оценкам 2008 года, считается, что популяция сократится на 20-25 % в течение следующих 25 лет. Основная угроза популяции — разрушение среды обитания из-за вырубки леса, расширения сельхозугодий и затопления во время постройки крупных ГЭС.